# Eucynorta puncticulata
Eucynorta puncticulata is een hooiwagen uit de familie Cosmetidae.